# 苻纂
苻纂（?—?），十六国前秦将领，略阳临渭（今甘肃省秦安东南）氐族。
苻坚时苻纂任尚书令，封为魏昌公。苻丕即位后，苻纂从长安率领三千壮士投奔，拜为太尉，封东海王，任大司马。386年，他和左丞相王永在襄陵攻击西燕慕容永，兵败，被苻丕猜忌。苻丕逃奔东垣，他和弟弟尚书永平侯苻师奴率军数万，逃到杏城。387年，苻登命他为侍中、都督中外诸军事、太师、大司马，晋封鲁王。率领军队攻打上郡羌酋，在泾阳击败姚硕德，后来被姚苌阻挡，退击敷陆。苻师奴劝他称帝，他不从，最后被杀。